# Hectordolfijn
De hectordolfijn (Cephalorhynchus hectori) is een soort dolfijn uit Nieuw-Zeeland.
De hectordolfijn is genoemd naar James Hector (1834-1907), toenmalig curator van het Colonial Museum in Wellington (nu Te Papa Tongarewa). Hij onderzocht het eerste specimen van de soort die wetenschappelijk beschreven werd door de Belgisch zoöloog Pierre-Joseph van Beneden in 1881.
Cephalorhynchus hectori maui is een genetisch afgescheiden ondersoort van de hectordolfijn. Deze leeft nabij de noordwestelijke kust van het Nieuw-Zeelandse Noordereiland. De ondersoort wordt door het IUCN als kritisch bedreigd bestempeld. In 2011 werd hun aantal geschat op minder dan 100 levende exemplaren, waarvan 25 vrouwtjes. In 2013 werd het totale volwassen exemplaren op 55 geschat. Vooral de visvangst vormt een bedreiging voor de ondersoort.

## Kenmerken

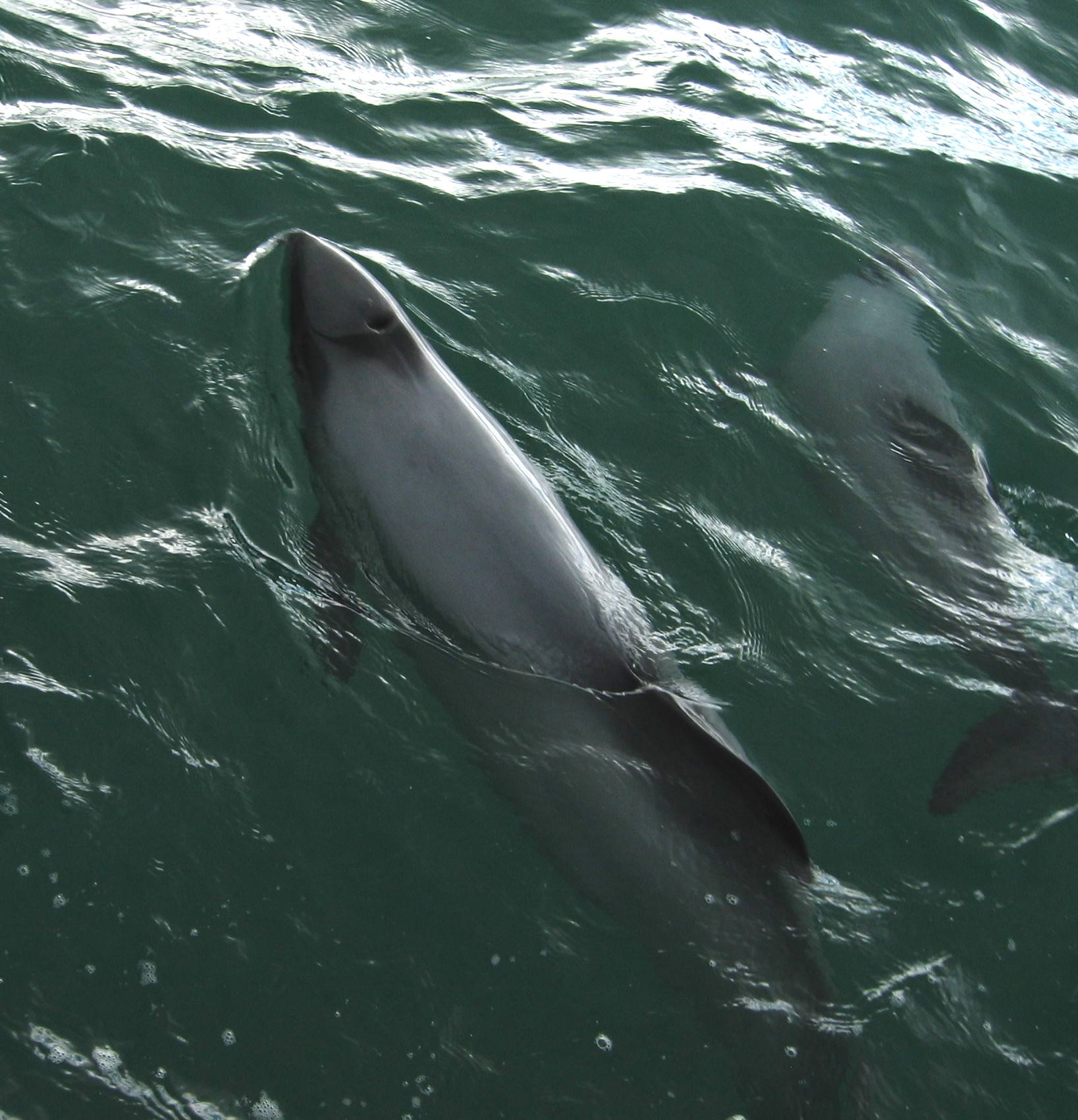

Mannetjes van de hectordolfijn worden tussen 1,2 en 1,4 meter lang, vrouwtjes tussen 1,4 en 1,5 meter. Pasgeboren kalfjes worden ruim 0,6 meter lang. De dolfijn is ter herkennen aan zijn grijze rug, zwarte staart, rugvin en flippers en witte buik, keel en flanken. Hij heeft ook zwart omrande ogen waarbij het zwart uitloopt tot het puntje van de snuit en tot de flippers. Er is eveneens een zwarte vlek net achter het spuitgat. Tussen de flippers zijn er ook grijze banden te zien.
Hij is verder ook te herkennen aan het typisch speelse gedrag van dolfijnen en de vrij ronde rugvin.
Volwassen exemplaren wegen tussen 40 en 60 kg, kalfjes worden geboren met een gewicht van 8 tot 10 kg. Het grijs van de jongen is iets donkerder dan bij volwassen dolfijnen. Tot ze ongeveer 6 maanden oud zijn, hebben de jongen ook zes verticale, donkere strepen.
Hectordolfijnen zouden meer dan 20 jaar oud kunnen worden. Tussen de leeftijd van 5 en 9 jaar worden mannetjes geslachtsrijp, vrouwtjes krijgen hun eerste kalf tussen 7 en 9 jaar. Kalveren gebeurt eens in 2 tot 4 jaar.

## Leefgebied
De hectordolfijn leeft in de zeeën en riviermondingen rond Nieuw-Zeeland. Hij is zelden verder dan 8 km van de kustlijn verwijderd, hoewel er al enkele dolfijnen in ondiep gebied op 34 km van de kust zijn aangetroffen. Ze vertoeven in water van minder dan 100 meter diep, vaak tussen rotsen. Ze leven vooral in modderige riviermondingen en ondiepe baaien, soms wagen ze zich een eindje in rivieren. Ze leven er in groepjes van 2 tot 8 dieren. Ze voeden zich vooral met kleine vissen en pijlinktvissen.

## Relatie met mensen en ecologie
Zoals vele dolfijnen zoekt ook de hectordolfijn soms menselijk contact op. Zo zwemt hij soms mee met langzame boten.
De hectordolfijn werd vroeger gevangen om als aas te dienen. Tegenwoordig worden ze vooral bedreigd door de visserij waarbij ze in haringnetten verstrikt geraken. Jaarlijks zouden tussen 110 en 150 dolfijnen zo het leven laten. Een deel van zijn leefgebied is daarom intussen beschermd in 1988 en 2003, maar het aantal dolfijnen zou nog steeds dalen door netten buiten deze gebieden. In 2008 werden haringnetten dan ook op nog meer plaatsen verboden. Ook kwamen er 5 reservaten, waar ook andere economische activiteiten als mijnbouw en seismisch onderzoek strenger gecontroleerd worden.
Naast haringnetten vormen ook sleepnetten, toerisme, vervuiling en verandering van het leefgebied bedreigingen voor de hectordolfijn.
Bij de recentste metingen (1998-2004) werd het totaal aantal hectordolfijnen rond de 7.270 exemplaren geschat, komende van zo'n 26.000 exemplaren in 1970, net voor de grote menselijke impact begon. Door deze negatieve trend wordt de dolfijn door het IUCN als bedreigd beschouwd. Door het geringe aantal nakomelingen wordt de maximale populatiegroei op op 1,8-4,9% geschat, die waarschijnlijk eerder op de ondergrens van deze schatting te vinden is.
Met een geschat aantal van 43 à 47 exemplaren, is Cephalorhynchus hectori maui de sterkst bedreigde ondersoort van de zeezoogdieren.